# Weliki Ustjug
Weliki Ustjug (russisch Великий Устюг) ist eine Stadt in Russland. Sie ist Kreisstadt und liegt im äußersten Nordosten der Oblast Wologda. Sie hat 31.665 Einwohner (Stand 14. Oktober 2010).

## Geographie
Bei Weliki Ustjug vereinigen sich die Flüsse Jug und Suchona zur Nördlichen Dwina.

## Geschichte
Schon im 9. bis 10. Jahrhundert befand sich an der Mündung der beiden Flüsse eine finno-ugrische Siedlung. Im 11. Jahrhundert begann von Nowgorod aus die russische Besiedlung der Region. Zum ersten Mal wurde die Stadt 1207 unter dem Namen Ustjug (übersetzt: Mündung des Jug) urkundlich erwähnt; um 1212 war sie offensichtlich schon befestigt, was auf eine längere russische Siedlungsgeschichte hindeutet. Gegen Ende des 14. Jahrhunderts fiel sie an das Großfürstentum Moskau. Seit dem Ende des 15. Jahrhunderts ist Ustjug ein wichtiges Handelszentrum; im 16. Jahrhundert erhielt es wegen seiner Bedeutung den Namenszusatz „Groß“ (Weliki).

### Bevölkerungsentwicklung
| Jahr | Einwohner |
| ---- | --------- |
| 1897 | 11.137    |
| 1939 | 32.147    |
| 1959 | 37.026    |
| 1970 | 36.737    |
| 1979 | 37.916    |
| 1989 | 36.202    |
| 2002 | 33.419    |
| 2010 | 31.665    |

Anmerkung: Volkszählungsdaten

## Sehenswürdigkeiten
Weliki Ustjug ist neben der Vielzahl der erhaltenen Kirchen und Klöster, die ein herausragendes Beispiel für Ensembles nordrussischer Architektur darstellen, in Russland seit 1999 auch durch sein Weihnachtspostamt bekannt. Die „Residenz“ von Väterchen Frost, dem russischen Weihnachtsmann-Pendant, zieht besonders im Winter Touristen an.

Weliki Ustjug am Ufer der Suchona
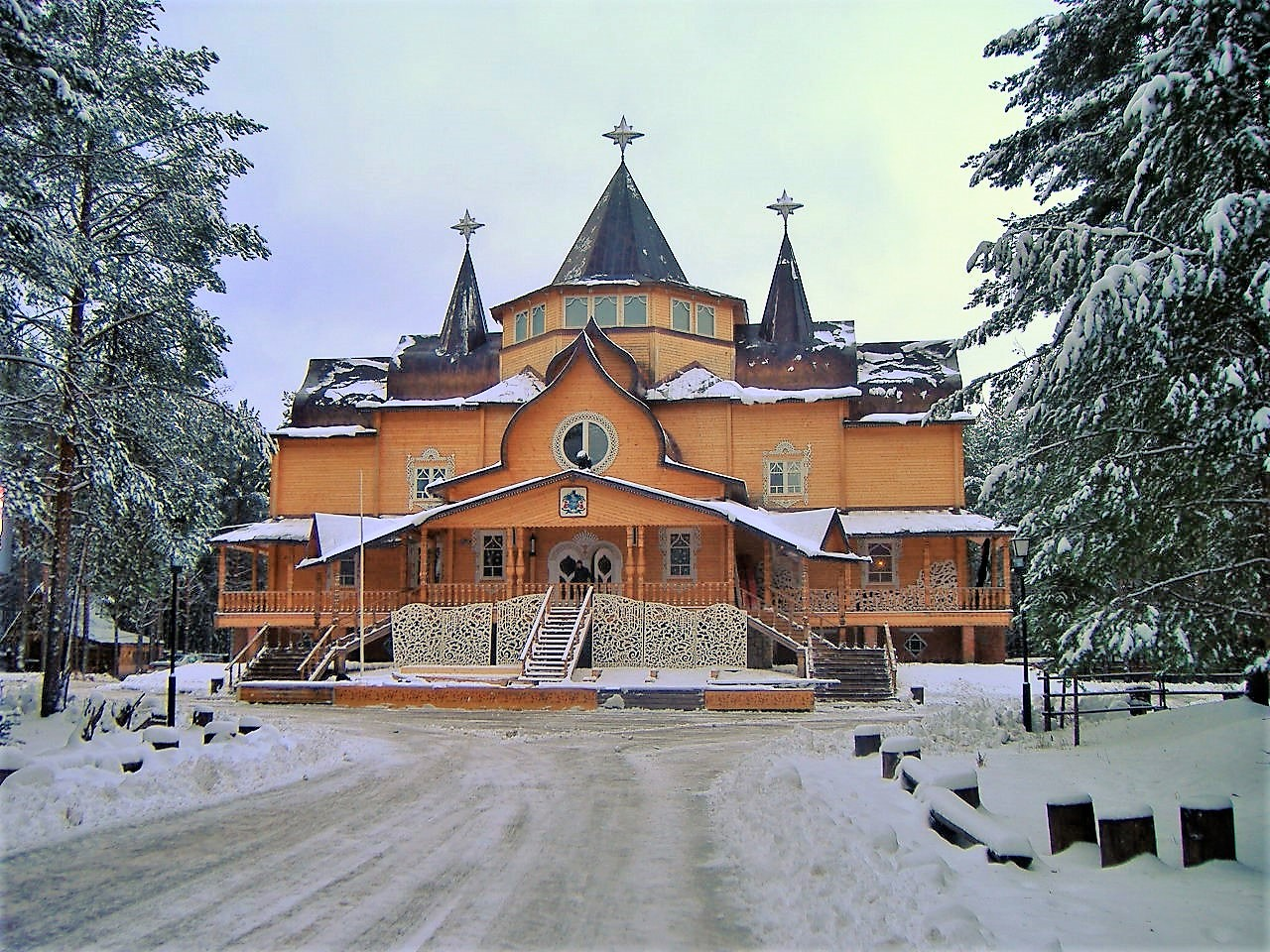
Residenz von Väterchen Frost außerhalb der Stadt

## Partnerstädte
Weliki Ustjug ist Mitglied der Neuen Hanse.

## Personen
- Wladimir Atlassow (* 1661 in Weliki Ustjug; † 1711), Erforscher Kamtschatkas
- Jekaterina Awwakumowa (* 1990 in Weliki Ustjug), russisch-südkoreanische Biathletin
- Afanassi Bachow († 1762), Forschungsreisender
- Timofei Buldakow (* im 17. Jahrhundert in Weliki Ustjug), Polarforscher
- Michail Buldakow (* 1766 in Weliki Ustjug; † 1827 oder 1830), erster leitender Direktor der Russländisch-Amerikanischen Kompagnie (RAK)
- Jerofei Chabarow (* 1603 in Weliki Ustjug; † 1671), russischer Befehlshaber in Südost-Sibirien
- Semjon Deschnjow (* um 1605 in Weliki Ustjug; † 1673), Pelzhändler und erster Europäer, der 1648 zusammen mit Fedot Popow und Gerassim Ankudinow die Beringstraße durchfuhr
- Leonti Nikolajewitsch Dobrezow (* 1904 in Weliki Ustjug; † 1968), Physiker und Hochschullehrer
- Prokop von Ustjug (* ? in Lübeck; † 1303 in Weliki Ustjug), Heiliger Jurodiwy der Russisch-Orthodoxen Kirche

## Sonstiges
Der Hauptgürtelasteroid (11480) Velikij Ustyug wurde nach der Stadt benannt.